# The Death of Randy Fitzsimmons
The Death of Randy Fitzsimmons es el sexto álbum de estudio de la banda sueca The Hives. Fue publicado el 11 de agosto de 2023 con el sello Disques Hives. Es su primer álbum tras un parón de once años, después de la publicación en 2012 de Lex Hives, siendo este el parón más largo entre dos álbumes de la banda.

## Contexto
El álbum fue grabado en un estudio de grabación comprado por el miembro del grupo ABBA Benny Anderson, en Estocolmo. El álbum fue anunciado el 2 de mayo del 2023, mismo día en el que se publicó el primer sencillo, "Bogus Operandi". El sonido de este álbum se define como "limpio" y con una "energía desenfrenada", además de emocionante y "explosivo".  Según la revista Rolling Stone, el álbum es una "colección de 12 canciones punk de alta energía que recuerdan a sus mejores trabajos de principios del 2000".
El vocalista principal de la banda, Pelle Almqvist, reflexionó sobre la intención del disco, diciendo: "El rock and roll no puede crecer, es como un eterno adolescente y este álbum se siente exactamente así".Según un comunicado de prensa, el "título macabro" insinúa el largo descanso que la banda tomó de la grabación, descrito como "una historia de terror".El nombre "Randy Fitzsimmons" se refiere al supuesto sexto miembro ficticio de la banda, el cual supuestamente fue el gerente y único compositor de esta.
El bajista The Johan and Only hace su primera aparición como miembro de la banda en este álbum, después de la salida del anterior bajista, Dr. Matt Destruction, quien abandonó la banda en 2013. La banda actuó en Nueva York y California a principios de mayo del 2023 para después acompañar a la banda británica Arctic Monkeys en su gira por Reino Unido e Irlanda, a partir del 27 de mayo de ese mismo año.

## Recepción
The Death of Randy Fitzsimmons recibió una puntuación de 77 sobre 100 en Metacritic, basada en 14 opiniones de críticos, lo que indica una "buena" recepción. En una reseña de cinco estrellas sobre cinco, Logan Walker de The Skinny describió el álbum como "un ejercicio sin aliento de cómo debería tocarse la música rock. Es divertido, frenético y lleno de ese humor que caracteriza a The Hives".
Elliot Burr de The Line of Best Fit expresó que "hay más vida aún en estos veteranos, a pesar de las abundantes referencias a la muerte que tiene el disco" y llamó a The Hives "la energía musical que hemos disfrutado durante décadas, habiendo generado una tormenta cuando la música necesitaba una seria inyección de diversión".Peyton Thomas de Pitchfork comentó que "ninguno de los miembros de The Hives se habría arriesgado a sonar así de "estúpido" en el resurgimiento del garage rock", pero que la banda "se niega a evolucionara o envejecer, están aquí para pasar un buen rato y nada más".
Uncut escribió que "es un garage rock divertido y de vuelta a lo básico, y aunque es territorio familiar para esta banda, es innegable que conocen su fórmula para encontrar "el gancho" ", mientras que la revista Mojo consideró que "la mayoría de las 12 canciones del álbum siguen el mismo patrón y sonido familiares, lo que hace que la impresión general de estas disminuyan, pero la canción 'What Did I Ever Do to You?' destaca entre las demás por su sonido "sucio" y novedoso, es genial".

## Lista de pistas
| The Death of Randy Fitzsimmons |                              |          |  |
| N.º                            | Título                       | Duración |  |
| 1.                             | «Bogus Operandi»             | 3:43     |  |
| 2.                             | «Trapdoor Solution»          | 1:03     |  |
| 3.                             | «Countdown to Shutdown»      | 3:13     |  |
| 4.                             | «Rigor Mortis Radio»         | 2:28     |  |
| 5.                             | «Stick Up»                   | 2:19     |  |
| 6.                             | «Smoke & Mirrors»            | 3:01     |  |
| 7.                             | «Crash Into the Weekend»     | 2:58     |  |
| 8.                             | «Two Kinds of Trouble»       | 2:44     |  |
| 9.                             | «The Way the Story Goes»     | 2:56     |  |
| 10.                            | «The Bomb»                   | 2:13     |  |
| 11.                            | «What Did I Ever Do to You?» | 3:09     |  |
| 12.                            | «Step Out of the Way»        | 1:39     |  |
| 31:26                          |                              |          |  |

## Créditos
Los créditos de este álbum son:
The Hives
- Howlin' Pelle Almqvist - voz principal/letras
- Nicholaus Arson - guitarra principal/voz corista
- Vigilante Carlstroem – guitarra rítmica/voz corista
- The Johan and Only – bajo
- Chris Dangerous – batería

Músicos invitados y personal adicional
- Patrik Berger – Producción
- Robin Schmidt – Masterización
- Pelle Gunnerfeldt - Mezcla de audio
- Jonas Kullhammar – Saxofonista (canciones 5, 6)
- Markus Krunegård - coros (canción 6)